# Giuditta Maria di Baviera
Giuditta Maria di Baviera (Goslar, 9 aprile 1054 – circa 14 marzo 1105?), apparteva alla dinastia salica e grazie ai suoi due matrimoni fu Regina d'Ungheria e Duchessa di Polonia.
Era la sesta ed ultima figlia di Enrico III il Nero, Imperatore del Sacro Romano Impero, e della sua seconda moglie Agnese di Poitou, figlia a sua volta di Guglielmo V, duca d'Aquitania e conte di Poitou. Giuditta era quindi sorella dell'imperatore Enrico IV.

## Biografia

### Regina d'Ungheria
Poco dopo la nascita, nel 1055 circa, Giuditta venne promessa in sposa a Filippo, figlio maggiore ed erede di re Enrico I di Francia. Il fidanzamento venne però rotto nel settembre 1058, quando suo fratello, l'imperatore Enrico IV, concluse una pace con il re Andrea I d'Ungheria; come parte del trattato, ella venne quindi fidanzata all'erede del re, il figlio Salomone. Alla morte di Andrea I nel 1060, la vedova ed i suoi figli trovarono rifugio presso la corte tedesca e, grazie al sostegno del potente, futuro cognato, Salomone fu in grado di salire nuovamente sul trono ungherese a seguito della morte dello zio Béla I nel 1063 e poco dopo sposò a Székesfehérvár (Stuhlweißenburg) Giuditta.
Il matrimonio si rivelò mal assortito e, apparentemente, entrambi i coniugi ebbero relazioni adulterine; benché sia generalmente riconosciuto che l'unione non produsse dei figli, alcune fonti indicano come Salomone e Giuditta Maria avessero avuto una figlia, Sofia, che in seguito sposò il conte Poppo di Berg-Schelklingen. Se questa ipotesi è corretta, Giuditta fu la bisnonna di Salomea di Berg-Schelklingen, seconda moglie di Boleslao III di Polonia, futuro figliastro di Giuditta.
Durante gli anni 1070 Giuditta Maria assistette alla lotta per la conquista del potere tra il marito Salomone ed i suoi cugini, figli del precedente Béla I. Il 14 marzo 1074, alla battaglia di Mogyoród, le armate del re vennero sconfitte definitivamente dall'esercito dei cugini e dei loro alleati, i Duchi di Polonia e di Boemia. Giuditta fuggì in Germania, mentre Salomone continuò le sue lotte per il trono ungherese. Nel 1077 egli accettò il governo del cugino Ladislao I, il quale lo ripagò con ampie proprietà terriere dopo la sua abdicazione formale avvenuta nel 1071. Nonostante questo, Salomone non abbandonò mai le proprie pretese e ben presto iniziò a complottare contro il cugino: i suoi piani vennero però scoperti e fu quindi imprigionato nella torre di Visegrád fino al 15 agosto 1083 quando, in occasione della canonizzazione di Stefano I, primo re d'Ungheria, Salomone venne rilasciato.
Nel frattempo Giuditta Maria rimase in Germania e si stabilì nella sua residenza di Ratisbona, con brevi interruzioni, dal maggio (o luglio) 1074 fino al 1088. Dopo la scarcerazione Salomone si recò in Germania, dove tentò di ricongiungersi con la moglie, la quale però si rifiutò di riceverlo. Al termine di un lungo peregrinare, Salomone strinse un'alleanza con Kuteshk, capo di una tribù di Peceneghi stabilitasi nel vecchio Principato di Moldavia; tra il 1084 ed il 1085 Salomone ne sposò la figlia, risultando così colpevole di bigamia.
Salomone promise al nuovo suocero di cedergli parti del Regno d'Ungheria in cambio del suo appoggio militare; nel 1085, quindi condusse le truppe peceneghe in Ungheria, ma re Ladislao gli si oppose con successo. Due anni più tardi, nel 1087, Salomone prese parte alla campagna pecenega contro l'Impero bizantino e venne ucciso in una battaglia nei pressi di Adrianopoli, l'attuale Edirne.

### Duchessa di Polonia
Rimasta vedova, nel 1089 Giuditta Maria sposò Ladislao Herman, duca di Polonia: questa unione contribuì a migliorare notevolmente le relazioni tra Germania e Polonia. In occasione del matrimonio, l'imperatore Enrico IV, fratello della sposa, commissionò all'abbazia di Sant'Emmerano la creazione di un Evangeliario per la corte polacca, attualmente conservato nella libreria del capitolo della cattedrale di Cracovia.
Dopo il matrimonio, Giuditta Maria cambiò il proprio nome in Sofia, probabilmente per distinguersi dalla prima moglie di Ladislao, Giuditta di Boemia.
Giuditta ebbe probabilmente un grande influsso sulla vita politica polacca del suo tempo. Si ritiene che sia stata l'amante di Sieciech, conte palatino e reale governatore del paese. Giuditta si dedicò attivamente a sostenere Sieciech nei suoi disegni per impossessarsi della Polonia: la morte in condizioni misteriose di Mieszko Bolesławowic, principe di Cracovia, fu, con ogni probabilità, ordinata dal Conte Palatino e dall'amante. Con l'aiuto di Sieciech, Giuditta convinse il marito a ritardare il ritorno del primo figlio di Ladislao, Zbigniew, che sembrava essere un forte candidato alla successione, nonostante la sua condizione di figlio illegittimo; inoltre, i due, desideravano stabilire un'alleanza con l'unico figlio maschio legittimo di Ladislao, Boleslao, nato dal primo matrimonio del padre con la principessa boema.
Dopo aver scoperto i piani di Sieciech e Giuditta per prendere il controllo del Ducato, Boleslao e Zbigniew divennero alleati: entrambi richiesero quindi che le redini del governo fossero assegnate a loro; infine, nonostante alcuni tentativi di rompere l'accordo tra i due fratelli, Siecech venne sconfitto, deposto dai suoi incarichi ed esiliato (nel 1100-1101 circa). Il 4 giugno 1102 il duca Ladislao morì e la Polonia venne spartita tra i due figli.
La data di morte di Giuditta Maria è oggetto di discussione tra gli storici: benché si ritenga che il 14 marzo sia il giorno corretto nella maggior parte delle fonti conosciute, nel caso dell'anno vi sono maggiori difficoltà nell'accertamento. Alcuni affermano che sia morta tra il 1092 e il 1096, ma questo sembra piuttosto improbabile, dal momento che si sa che nel 1105 Boleslao III trattò un accordo con la matrigna, il cosiddetto Accordo di Tyniec; in conseguenza di un generoso appannaggio, Giuditta garantì la sua neutralità nella contesa politica del Duca con il fratellastro Zbigniew. Ne deriva che Giuditta morì dopo questa data; Gerard Labuda ritiene che trascorse gli ultimi suoi anni di vita a Ratisbona con Adelaide, che si ritiene fosse sua figlia, ed il marito, il conte Dietpoldo III di Vohburg e Cham. Dal momento che il matrimonio di Adelaide è datato tra il 1110 ed il 1118, Giuditta morì presumibilmente negli anni seguenti, in età piuttosto avanzata. Questa teoria sembra essere avvalorata dal luogo della sua sepoltura, l'abbazia di Admont, in Austria.

## Discendenza
Da Salomone Giuditta ebbe, forse, una figlia:
- Sofia, che sarebbe andata sposa al conte Poppo di Berg-Schelklingen.

Da Ladislao Giuditta ebbe:
- Sofia, divenuta per matrimonio principessa di Vladimir-Volinia;
- Agnese, badessa di Quedlinburg e Gandersheim;
- Adelaide, divenuta per matrimonio Contessa di Vohburg e Margravia della Marca Settentrionale;[4]
- figlia di cui non si conosce il nome, data in sposa ad un signore polacco.

## Ascendenza
|                           |                           |                                | Genitori                   |  |  | Nonni |  |  | Bisnonni        |  |  | Trisnonni            |  |
|                           |                           |                                |                            |  |  |       |  |  | Enrico di Spira |  |  | Ottone I di Carinzia |  |
|                           |                           |                                |                            |  |  |       |  |  | Enrico di Spira |  |  | Ottone I di Carinzia |  |
|                           |                           | Giuditta di Carinzia           |                            |  |  |       |  |  | Enrico di Spira |  |  |                      |  |
| Corrado II il Salico      |                           |                                |                            |  |  |       |  |  | Enrico di Spira |  |  |                      |  |
|                           |                           | Adelaide di Metz               | Richard di Metz, probabile |  |  |       |  |  |                 |  |  |                      |  |
|                           |                           | Adelaide di Metz               | Richard di Metz, probabile |  |  |       |  |  |                 |  |  |                      |  |
|                           |                           | Adelaide di Metz               | Bertha di Metz, probabile  |  |  |       |  |  |                 |  |  |                      |  |
| Enrico III il Nero        |                           | Adelaide di Metz               |                            |  |  |       |  |  |                 |  |  |                      |  |
|                           |                           | Ermanno II di Svevia           | Corrado I di Svevia        |  |  |       |  |  |                 |  |  |                      |  |
|                           |                           | Ermanno II di Svevia           | Corrado I di Svevia        |  |  |       |  |  |                 |  |  |                      |  |
|                           |                           | Ermanno II di Svevia           | Richlind di Sassonia       |  |  |       |  |  |                 |  |  |                      |  |
| Gisella di Svevia         |                           | Ermanno II di Svevia           |                            |  |  |       |  |  |                 |  |  |                      |  |
|                           |                           | Gerberga di Borgogna           | Corrado III di Borgogna    |  |  |       |  |  |                 |  |  |                      |  |
|                           |                           | Gerberga di Borgogna           | Corrado III di Borgogna    |  |  |       |  |  |                 |  |  |                      |  |
|                           |                           | Gerberga di Borgogna           | Matilde di Francia         |  |  |       |  |  |                 |  |  |                      |  |
| Giuditta Maria di Baviera |                           | Gerberga di Borgogna           |                            |  |  |       |  |  |                 |  |  |                      |  |
|                           | Guglielmo IV di Aquitania | Guglielmo III di Aquitania     |                            |  |  |       |  |  |                 |  |  |                      |  |
|                           | Guglielmo IV di Aquitania | Guglielmo III di Aquitania     |                            |  |  |       |  |  |                 |  |  |                      |  |
|                           | Guglielmo IV di Aquitania | Gerloc                         |                            |  |  |       |  |  |                 |  |  |                      |  |
| Guglielmo V di Aquitania  | Guglielmo IV di Aquitania |                                |                            |  |  |       |  |  |                 |  |  |                      |  |
|                           |                           | Emma di Blois                  | Tebaldo I di Blois         |  |  |       |  |  |                 |  |  |                      |  |
|                           |                           | Emma di Blois                  | Tebaldo I di Blois         |  |  |       |  |  |                 |  |  |                      |  |
|                           |                           | Emma di Blois                  | Liutgarda di Vermandois    |  |  |       |  |  |                 |  |  |                      |  |
| Agnese di Poitou          |                           | Emma di Blois                  |                            |  |  |       |  |  |                 |  |  |                      |  |
|                           |                           | Ottone I Guglielmo di Borgogna | Adalberto II d'Ivrea       |  |  |       |  |  |                 |  |  |                      |  |
|                           |                           | Ottone I Guglielmo di Borgogna | Adalberto II d'Ivrea       |  |  |       |  |  |                 |  |  |                      |  |
|                           |                           | Ottone I Guglielmo di Borgogna | Gerberga di Mâcon          |  |  |       |  |  |                 |  |  |                      |  |
| Agnese di Borgogna        |                           | Ottone I Guglielmo di Borgogna |                            |  |  |       |  |  |                 |  |  |                      |  |
|                           |                           | Ermentrude di Roucy            | Renaud di Rheims e Roucy   |  |  |       |  |  |                 |  |  |                      |  |
|                           |                           | Ermentrude di Roucy            | Renaud di Rheims e Roucy   |  |  |       |  |  |                 |  |  |                      |  |
|                           |                           | Ermentrude di Roucy            | Albérade di Hennegau       |  |  |       |  |  |                 |  |  |                      |  |
|                           |                           | Ermentrude di Roucy            |                            |  |  |       |  |  |                 |  |  |                      |  |